# 南方医科大学第八附属医院
南方医科大学第八附属医院（佛山市顺德区第一人民医院）是一家大型三级甲等综合医院，也是南方医科大学下属的其中一家直属附属医院、佛山市顺德区卫生健康局直属单位，位于中华人民共和国广东省佛山市顺德区。本院还代管佛山市顺德区杏坛医院、佛山市顺德区陈村医院等两家二级甲等医院。

## 历史
1929年2月14日（一说1927年），顺德中西公医院在大良环城路正式成立并对外开诊。若干年后，顺德中西公医院先后更名为“顺德县立医院”、“顺德县卫生院”，并搬迁至大良华盖路。1949年11月，顺德县卫生院更名为“顺德县人民医院卫生院”。1951年，顺德县人民医院卫生院搬迁至大良环城路。若干年后，顺德县人民医院卫生院先后更名为“顺德县卫生院”、“番顺县第一人民医院”、“顺德县人民医院”。1959年，顺德县人民医院迁建工程（现为大良院区）正式开工，并于1960年竣工。1992年，顺德县人民医院更名为“顺德市第一人民医院”，并于2002年更名为“佛山市顺德区第一人民医院”，2006年10月20日更名为“佛山市顺德区第一人民医院（南方医科大学附属顺德第一人民医院）”，2011年被评为“三级甲等医院”，2017年2月28日更名为“南方医科大学顺德医院（佛山市顺德区第一人民医院）”，同时成为南方医科大学下属的其中一家直属附属医院。2025年4月22日，南方医科大学顺德医院（佛山市顺德区第一人民医院）更名为“南方医科大学第八附属医院（佛山市顺德区第一人民医院）”。2025年6月26日，南方医科大学第八附属医院大良院区正式开业，第二门诊部同步停止对外运营服务。

### 医院搬迁工作
- 2018年1月10日，南方医科大学顺德医院开展第一次大规模搬迁演练[18]。
- 2018年1月15日，南方医科大学顺德医院开展第二次大规模搬迁演练[19][20]。
- 2018年1月19日，南方医科大学顺德医院搬迁工作正式启动[21][22][23][24]，并于当天完成了物资设备的搬迁[25]。
- 2018年1月20日，南方医科大学顺德医院住院病人搬迁工作顺利完成[26][27]。
- 2018年11月至12月，南方医科大学顺德医院第三门诊部、治未病中心搬迁至第二门诊部，健康管理中心（体检中心）搬迁至新院区1号楼2层[28][29]。

### 伦教院区
南方医科大学第八附属医院伦教院区于2010年3月26日开工，2015年3月完成土建主体工程，2018年1月22日正式开业。

### 大良院区医养结合项目建设工程
南方医科大学第八附属医院大良院区医养结合项目建设工程于2022年2月28日开工，并于2025年完工。值得一提的是，大良院区曾有计划移交给佛山市顺德区妇幼保健院（广东医科大学顺德妇女儿童医院），但最后仍无法实施该计划。

## 院区分布
- 伦教院区（总院）：佛山市顺德区伦教街道荔村村甲子路1号（靠近佛山地铁3号线顺德人民医院站，设有2200张床位）
- 大良院区：佛山市顺德区大良街道蓬莱路1号（靠近佛山地铁3号线大良钟楼站，设有800张床位）